# El Gran Dalmuti
El Gran Dalmuti és un joc de cartes dissenyat per Richard Garfield, creador de Magic: The Gathering i publicat en 1995 per Wizards of the Coast.

## Joc
El Gran Dalmuti consta d'un joc complet de 80 cartes, no ampliable. Poden jugar 4 o més persones, sent el nombre ideal entre 5 i 8. Cada jugador comença situat en una classe social determinada per la seua col·locació en la taula, dins d'una jerarquia feudal. Mitjançant els trucs del joc, poden canviar de classe i, per tant, de posició en la taula.
Els personatges possibles són:
| Carta             | Rang          |
| ----------------- | ------------- |
| Bufó              | 13 (comodí)   |
| Camperol          | 12            |
| Picapedrer        | 11            |
| Pastora           | 10            |
| Cuinera           | 9             |
| Paleta            | 8             |
| Costurera         | 7             |
| Cavaller          | 6             |
| Abadessa          | 5             |
| Baronessa         | 4             |
| Sherif del Comtat | 3             |
| Arquebisbe        | 2             |
| Dalmuti           | 1 i guanyador |